# Nerine laticoma
Nerine laticoma är en amaryllisväxtart som först beskrevs av Ker Gawl., och fick sitt nu gällande namn av Théophile Alexis Durand och Schinz. Nerine laticoma ingår i släktet Nerine och familjen amaryllisväxter. Inga underarter finns listade i Catalogue of Life.